# Стародуб
Староду́б (в старину также — Староду́б Се́верский) — город в Брянской области России, административный центр Стародубского района (как административно-территориальной единицы) и Стародубского муниципального округа (как муниципального образования). Население — 17 687 чел. (шестой по величине город области).
В прошлом — один из исторических центров Северской земли, административный центр Стародубского полка Запорожского Войска. С 1802 года по 1919 год — уездный город Черниговской губернии; позднее — Гомельской, Брянской губернии. С 1929 года — районный центр. С 2005 года образовывал городской округ город Стародуб. 1 августа 2020 года городской округ был объединён со Стародубским муниципальным районом в Стародубский муниципальный округ.

## География
Расположен на реке Бабинец, в 145 км к юго-западу от Брянска, в 130 км от белорусского Гомеля, в 180 км от украинского Чернигова.

### Климат
Преобладает умеренно континентальный климат. Зимы прохладные, с оттепелями. Лето теплое и продолжительное. Среднегодовое количество осадков — 530 мм.

## История
Точный возраст Стародуба неизвестен. Первое упоминание о нём в «Поучении» Владимира Мономаха под 1080 годом. Там же, в Лаврентьевской летописи, сообщается, что осада Стародубской крепости (при походе Владимира Мономаха в 1096 году к Стародубу против Олега Черниговского, укрывавшегося там после изгнания из Чернигова) длилась 33 дня. Такую длительную осаду могла выдержать только мощная, хорошо развитая крепость, способная обеспечить запасом продовольствия горожан, гарнизон и княжескую дружину.
В 1152 году Юрием Долгоруким и переселенцами из Стародуба был основан ещё один город — Стародуб-на-Клязьме, впоследствии ставший центром Стародубского княжества, располагавшегося на территории современной Владимирской области.
В XIII веке во время Батыева нашествия город был уничтожен монголо-татарами. С середины XIV века — центр княжества в Великом княжестве Литовском и Русском. Сильно пострадал в 1379 году от войск великого князя Дмитрия Ивановича («Донского»).
В 1503 году после победы Ивана III над литовцами в битве на Ведроше вошёл в состав единого Русского государства. Будучи пограничной крепостью на юго-западной окраине Русского государства, Стародуб не раз подвергался нападениям польско-литовских сил, как, например, в 1515, 1534 и 1535 годах. Летом 1535 года во время Стародубской войны польско-литовское войско под командованием гетманов Радзивилла и Тарновского, захватив, разорило город и сожгло крепостные стены, при этом погибли 13 тысяч жителей. Но в том же году город со всеми укреплениями был заново отстроен. Укрепления состояли из валов, рвов и деревянных рубленых стен с проездными башнями. В 1563 году впервые упоминается о существовании в Стародубе двух крепостей, большая из которых находилась на левом берегу речки Бабинец, а другая, меньшая («часть форштата») в Заречье. По сохранившимся планам того времени видно, что объёмно-планировочная структура города была почти такая же, как и сейчас, и напоминала радиально-кольцевую.
В 1562 году в ходе Ливонской войны Стародуб подвергся нападению литовского войска во главе с Филоном Кмитой, однако сумел выстоять.
В 1616 году Речь Посполитая вновь овладела городом, и по Деулинскому перемирию сохранила его за собой. В 1620 году король Сигизмунд III даровал жителям вольности по Магдебургскому праву, а городу — герб, изображающий старый дуб с орлиным гнездом. В королевской грамоте говорилось о Стародубе, как о пограничном городе, «валами оточеном и… способном к обороне». Польша использовала его укрепления для защиты своих земель от Русского государства. В 1633 году Стародуб был вновь взят русским войском, но по Поляновскому миру возвращён Речи Посполитой. В 1648 году во время восстания (бунта) Б. Хмельницкого против правительства Польско-литовской республики здесь происходили избиения евреев днепровскими казаками, занявшего этот город.
В 1649 году, по условию Зборовского договора, весь край был отнесён к Гетманщине. А в 1654 году Гетманщина объединилась с Россией, и Стародуб стал полковым городом — административным центром Стародубского полка. В 1660 году был разорён крымскими татарами, а в 1663 году — поляками. На землях Стародубщины, начиная с 1660-х годов, основываются многочисленные старообрядческие слободы.
Со второй половины XVII века Стародуб становится одним из важнейших центров ярмарочной торговли между польскими, литовскими и русскими городами. На две крупные ярмарки — Соборную и Десятуху привозились разнообразные товары в большом количестве: пеньку, масло, мёд, воск, меха, поташ, стекло. Местное купечество было известно своим богатством.
В 1666 году царь Алексей Михайлович жаловал Стародубу грамоту, подтвердившую права его жителей по Магдебургскому праву. После страшного пожара 1677 года, в результате которого сгорели все постройки, включая четыре храма и городские валы, в Стародубе началось большое строительство и вся посадская застройка вскоре была восстановлена. Единственный сохранившийся памятник того времени — Собор Рождества Христова (1677).

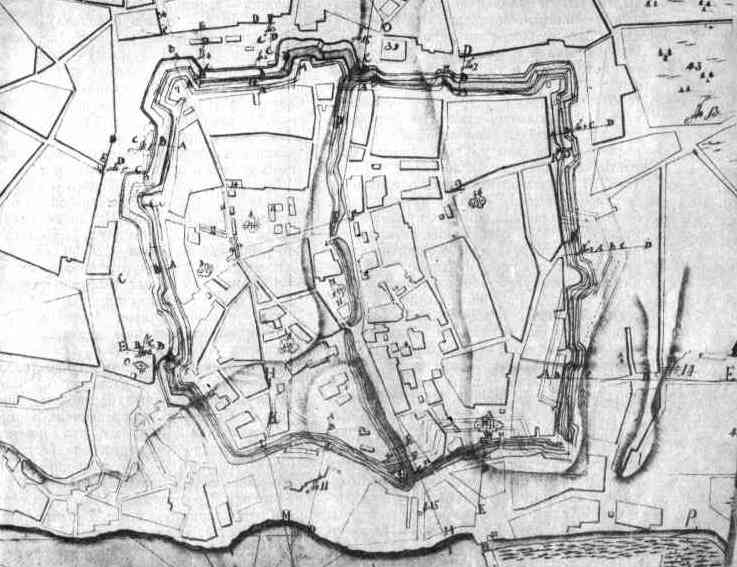
План крепости, 1746 год

В Северной войне 1700—1721 годов Стародуб играл роль важной крепости, а Стародубский полк принимал активнейшее участие в военных кампаниях. Осенью 1708 года под Стародубом между шведскими и русскими войсками велись многодневные кровопролитные бои. Все попытки шведов овладеть городом не увенчались успехом. За это Пётр I наградил стародубцев подтверждением вольностей, полученных ими по Магдебургскому праву. В 1708 году «шведы и кравцы и все поспольство в Стародубе» убили до 50 евреев.
После упразднения полкового деления Малороссии и учреждения наместничеств Стародуб с 1782 года становится уездным городом Новгород-Северского наместничества (1782). К этому времени в нём было 18 церквей и более тысячи дворов. В том же 1782 году был утверждён герб города — «дуб в серебряном поле», выполненный на основании герба полкового знамени.
В 1802 году, при Александре I, была вновь образована Черниговская губерния, а Стародубский уезд стал одним из 12 её уездов.
Одним из следствий реформ Александра II в 1860-х годах явилось образование земских учреждений. В 1866 году была образована Стародубская уездная земская управа. Спустя 40 лет описывая земства Черниговской губернии Н. И. Веселовский упомянул Стародубское земство в числе особенно отсталых, наряду с Остёрским, Новгород-Северским, Суражским.
В 1881 году уездный предводитель дворянства по полномочию Стародубской городской думы ходатайствовал об учреждении в Стародубе четырёхклассной мужской прогимназии. При этом отмечалось, что город Стародуб имеет более 20 000 жителей. Прогимназия была учреждена с 1 июля 1881 года.
Период с конца XVIII века и на протяжении всего XIX века охарактеризован интенсивным строительством, инициированным разбогатевшим купечеством. Тогда были построены почти все сохранившиеся доныне памятники архитектуры, большинство которых, к сожалению, сегодня находятся в плачевном состоянии, а некоторые разрушены.
К 1897 году количество дворов увеличилось до 1475, а жителей стало около 12 тысяч. Рост города был связан с некоторым подъёмом промышленности. В этот период в Стародубе действовали четыре пенькотрепальные фабрики, кожевенный и пивоваренный заводы, ежегодно проводились четыре ярмарки. В 1895—1900 годах стародубский предприниматель А. А. Водинский построил узкоколейную железную дорогу длиной 26 верст от станции Унеча до станции Стародуб. Движение было открыто 4 февраля 1900 года. По утверждённому императором положению Стародубский узкоколейный подъездной путь был освобождён от уплаты сбор с перевозимых пассажиров и грузов.
К 1904 году в городе действовала Стародубская социал-демократическая организация. 1 мая 1905 года Стародубская организация РСДРП провела маёвку.
В начале 1917 года массовые антиправительственные выступления петроградских рабочих и солдат петроградского гарнизона вылились в Февральскую революцию. В марте последовало отречение императора Николая II, находившегося во Пскове, от престола и создание в Петрограде Временного правительства. Начало возникать двоевластие. При этом в Киеве на арену политической жизни вышла и третья сила — Центральная рада.
Весной 1917 года в Черниговской губернии высшим органом власти обновлённой демократической России считалось Временное правительство, которому официально подчинялись гражданские и военные власти. Представителем Временного правительства был губернский комиссариат. В марте 1917 года в Киевском губернском исполкоме возникла идея о выделении пяти основных украинских губерний (Киевской, Волынской, Подольской, Полтавской, Черниговской) в особую административную область. Главой управления намечался М. А. Суковкин. В июле 1917 года в газетах сообщалось, что в Черниговской губернии украинский съезд смещает губернского комиссара Искрицкого за то, что тот не проявил особого сочувствия к федеративному переустройству России и не изъявил желания подражать киевскому губернскому комиссару Суковкину. 17 августа 1917 года Временное правительство России признало полу-автономию Украины в границах 5 губерний, но без четырёх северных уездов Черниговской губернии Мглинский, Суражский, Стародубский, Новозыбковский). В сентябре 1917 года губернский съезд в Чернигове избрал губернским комиссаром Д. И. Дорошенко.
В ноябре 1917 года после большевистского вооружённого восстания в Петрограде, в результате чего Временное правительство было свергнуто, в Киеве было объявлено о создании Украинской Народной Республики в федеративной связи с Российской республикой. Все уезды Черниговской губернии включались в состав УНР.
- Начало 1918 года — установление Советской власти.
- 19 февраля 1918 года на съезде Советов Мглинского, Суражского, Стародубского и Новозыбковского уездов, который проходил в Унече под руководством П. Б. Шимановского, было принято решение об их объединении в связи с неприятием политики Украинской Рады.
- Март 1918 года — первые бои с немцами на Стародубской земле.
- 10 апреля 1918 года Стародуб был захвачен немецкими войсками.
- Середина 1918 года. Сопротивление немецким оккупантам охватило Новозыбковский, часть Стародубского и Суражского уездов. Повстанческие партизанские отряды нападали на немецкие и гайдамацкие части, препятствовали вывозу награбленного оккупантами имущества и продовольствия в Германию.[источник не указан 271 день]
- 25 ноября 1918 года силами Таращанского полка город был взят. Была установлена советская власть.
- 1 января 1919 года I съезд КП(б) Белоруссии принял постановление, согласно которому Стародуб был определён как центр подрайона Гомельского района в составе ССР Белоруссии.
- 16 января 1919 года — декабрь 1926 года Стародуб — центр уезда Гомельской губернии в составе РСФСР. В июне 1919 года газета «Известия» писала, что Стародубский, Суражский, Мглинский уезды Черниговской губернии отойдут к образованной Брянской губернии[12]. Однако, тогда этого не произошло. Только в декабре 1926 года, из расформированной Гомельской губернии в Брянскую губернию были переданы Клинцовский, Новозыбковский и Стародубский уезды. В 1926—1929 годы —  Стародубский уезд в составе Брянской губернии РСФСР.

В 1929—1937 годах — в Западной области РСФСР.
В 1937—1944 годах — в Орловской области.
- В марте—июне 1941 года на основании приказа НКО по директиве Военного Совета Орловского военного округа № 003000 от 05.03.1941 в Стародубе формируется 222-я стрелковая дивизия.
- 18 августа 1941 года захвачен немецко-фашистскими войсками в ходе Смоленского сражения. За время оккупации были почти полностью уничтожены 336 жилых дома, здания педучилища и десятилетней школы, все промышленные и культурно-просветительные учреждения.
- В сентябре 1941 году оккупационные власти с использованием местной вспомогательной полиции провели акцию «выселения» евреев из Стародуба в гетто на территории бывшего совхоза Беловщина. 24—27 февраля 1942 года все жители гетто, включая детей, были расстреляны.[13]
- 22 сентября 1943 года — освобождён войсками Брянского фронта (348-я стрелковая дивизия генерал-майора И. Г. Григорьевского и 250-я стрелковая дивизия полковника И. В. Мохина).
- С 1944 года в составе Брянской области.
- В 1962 году институтом «Брянскгражданпроект» разработан проект реконструкции городской застройки, согласно которому город был реконструирован. К счастью, проект не внёс ничего существенного в планировочную структуру, ограничившись частичной реконструкцией основных магистралей и спрямлением некоторых улиц. Поэтому сохранилось главное достоинство города — почти нетронутая древняя планировочная структура, редкий пример дорегулярного градостроительства.

## Население
17487 человек Оценка численности населения Брянской области по городским округам и муниципальным районам (округам) на 1 января 2024 года
| 1856    | 1897    | 1917    | 1926    | 1931    | 1939    | 1950    | 1959    | 1970    |
| ------- | ------- | ------- | ------- | ------- | ------- | ------- | ------- | ------- |
| 7700    | ↗12 400 | ↗14 100 | ↘10 900 | ↘8700   | ↗12 565 | ↘9900   | ↗11 694 | ↗15 130 |
| 1979    | 1989    | 1992    | 1996    | 1998    | 2000    | 2001    | 2002    | 2003    |
| ↗17 196 | ↗18 906 | ↗19 100 | ↗19 400 | →19 400 | →19 400 | →19 400 | ↘18 643 | ↘18 600 |
| 2005    | 2006    | 2007    | 2008    | 2009    | 2010    | 2011    | 2012    | 2013    |
| ↘18 400 | →18 400 | ↗18 500 | ↘18 400 | →18 400 | ↗19 010 | ↘19 005 | ↘18 980 | ↘18 942 |
| 2014    | 2015    | 2016    | 2017    | 2018    | 2019    | 2020    | 2021    |         |
| ↘18 895 | ↘18 868 | →18 868 | ↘18 824 | ↘18 615 | ↘18 321 | ↘18 156 | ↘17 687 |         |

На 1 января 2025 года по численности населения город находился на 716-м месте из 1124 городов Российской Федерации.
Национальный состав
По итогам переписи населения 2020 года проживали следующие национальности (национальности менее 0,1 % и другое, см. в сноске к строке «Другие»):
| Национальность | Численность, чел. | Доля     |
| -------------- | ----------------- | -------- |
| Русские        | 16 107            | 91,07 %  |
| Таджики        | 156               | 0,88 %   |
| Азербайджанцы  | 116               | 0,66 %   |
| Украинцы       | 71                | 0,40 %   |
| Армяне         | 38                | 0,21 %   |
| Белорусы       | 29                | 0,16 %   |
| Узбеки         | 21                | 0,12 %   |
| Другие         | 1149              | 6,50 %   |
| Итого          | 17 687            | 100,00 % |

## Экономика
Основными предприятиями города являются ТНВ «Сыр Стародубский», ОАО «Консервсушпрод».

## Образование
В городе располагаются Стародубский индустриально-технологический техникум имени Героя России А. С. Зайцева, три средние школы, казачий кадетский корпус им. Героя Советского Союза А. Тарасенко, детская школа искусств им. А. И. Рубца, центр детского творчества, ЦЭВД «Веселый экипаж» в составе Стародубского ЦДТ, Физкультурно-оздоровительный комплекс «Стародуб».

## Культура и спорт
Работает краеведческий музей, городская детская библиотека, к услугам горожан — стадион «Заря» (здесь проводятся матчи первенства Брянской области по футболу), крытый спорткомплекс «Стародуб» (работают различные секции, круглый год проходят соревнования по различным видам спорта), ледовый дворец, ведётся строительство бассейна, аэроклуб прекратил работу с 24 февраля 2024 года в связи с военными действиями на территории Украины.

## Достопримечательности

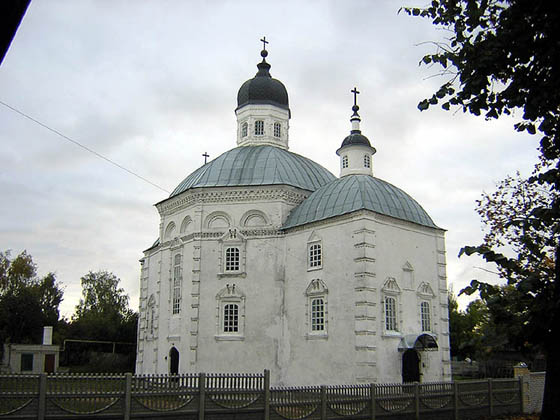
Казачий собор

- Собор Рождества Христова (Казачий) (1677)
- Богоявленская церковь (1789)
- Храм Святого Николая (Староникольский) (1803)
- Здание бывшей синагоги (ныне здание почты)
- Памятный знак в честь посещения города императрицей Екатериной II в 1787 году
- Тюремный замок (архитектор Андриан Захаров, начало XIX века)
- Здание бывшего духовного училища (Исправительная колония № 5) (2-я половина XIX века)
- Здание бывшей мужской гимназии (фасад завода «Реле») (2-я половина XIX века)
- Здание школы имени Ленина (1887)
- Здание бывшей женской гимназии (школа им. Калинина) (1902)
- Здание центра детского творчества (1905)
- Дом Я. В. Завадовского, последнего полковника Стародубского полка (XVIII век)
- Дом Миклашевских (начало XIX века)
- Дом Якубенко (1-я треть XIX века)
- Дом Черкунова (1853)
- Дом купца Дятлова (XIX век)
- Дом купца Сапожкова (XIX век)
- Дом купца Райхинштейна (2-я половина XIX века)
- Бывшая гостиница Акундовой (2-я половина XIX века)
- Дом купца Коновалова (1872)
- Бывшее здание окружного суда (2-я половина XIX века)
- Бывшее здание Духовного училища (1898)
- Памятник Ивану Григорьевичу Щегловитову, министру юстиции Российской империи, последнему председателю Госсовета империи.

## Транспорт
Одноимённая железнодорожная станция соединяет город Стародуб с узловой станцией Унеча. Отсутствует пассажироперевозка, функционируют только товарные поезда.
С городского автовокзала автобусы и маршрутки отправляются в Брянск, Москву, Клинцы, Унечу, Погар, Почеп.
Также, по городу осуществляет свое движение общественный транспорт в виде маршрутного такси: №1; №2; №3 и №4.

## Охрана правопорядка города
- Дежурная часть МО МВД России «Стародубский» находится по адресу: г. Стародуб, ул. Гагарина д. 2а.

## Исправительное учреждение
В настоящее время, в городе осуществляет свою деятельность исправительная колония №5 УФСИН России по Брянской области. Разместилось учреждение почти в центре города на улице Семашко. Здание бывшего духовного училища, построенного в 1870-е годы, теперь один из корпусов исправительного учреждения.
В начале XX века в этом строении обучались будущие священнослужители, а с 1932 года эти строения были переданы под колонию для девочек-беспризорниц. В Великую Отечественную войну, после освобождения этих мест от оккупантов, здесь функционировала спецтюрьма, в которой содержались пособники врага и предатели. После войны на этой территории содержались несовершеннолетние преступники.
Лишь в 1998 году учреждение стало колонией общего режима, а в 2016 году — колонией строгого режима. На территории колонии построены несколько жилых корпусов, размещены производственные мощности, склады и хлебопекарня. Есть свой инструментальный и прессовый цеха, столярный участок. В 2018 году капитально отремонтирована и оборудована медико-санитарная часть колонии.

## Почетные граждане города
- Греков, Михаил Андреевич (1909 —1995) — советский военачальник, генерал-майор, кандидат военных наук.

## Известные уроженцы и люди
- Миклуха, Николай Ильич (укр. Миклухо-Маклай Микола Миколайович; 1818 — 1858) — российский инженер, отец знаменитого этнографа Н. Н. Миклухо-Маклая.
- Дятлов, Пётр Юрьевич (укр. Дятлів Петро Юрійович; 13 февраля 1883 — 3 ноября 1937) — украинский политический деятель, революционер, переводчик, редактор и публицист. Жертва сталинского террора.
- Ворович, Иосиф Израилевич (21 июня 1920  — 6 сентября 2001) —  российский математик, академик АН СССР, академик РАН.
- Галецкий, Семён Яковлевич (укр. Семен Галецький; ? — 8 июля 1738) — украинский военный и государственный деятель. Стародубский полковник.
- Доброгаев Сергей Мартинианович (1872 — 1952) — основоположник российской логопедии, физиолог.
- Зайцев Николай (укр. Зайців Микола; 25 октября 1901 — после 5 ноября 1966) — украинский военный и общественный деятель; хорунжый Армии УНР; награждён Крестом Симона Петлюры
- Каменецкий, Осип Кириллович (укр. Каменецький Йосип Кирилович; 1754 — 1823) — российский медик.
- Метельский, Георгрий Васильевич (14 июня 1911 — 8 августа 1996) — российский писатель, прозаик.
- Миклашевский, Михаил Андреевич (укр. Миклашевський Михайло Андрійович; около 1640 — 19 марта 1706) — военный и государственный деятель. Стародубский полковник.
- Никитченко, Николай Степанович (17 декабря 1901 — 1 апреля 1975) — советский военачальник, генерал-майор.
- Огиевский, Анатолий Владимирович (укр. Огієвський Анатолій Володимирович; 31 августа 1894 — 3 апреля 1952) — гидролог, доктор технических наук.
- Ракушка, Роман Онисимович (укр. Ракушка Роман Онисимович; 28 марта 1623 — 1703) — государственный и церковный деятель. Возможный автор «Літопису Самовидця».
- Расторгуев, Павел Андреевич (белор. Павел Андрээвіч Растаргуеў; 30 июня 1881 — 21 марта 1959) — белорусский языковед-диалектолог.
- Толочинов, Николай Филипович (1840 — 1908) — российский врач, известный гинеколог.
- Ткаченко, Михаил Степанович (укр. Ткаченко Михайло Степанович; 1879 — 1 января 1920) —  украинский политический деятель, член Центральной и Малой Рады, министр внутренних дел УНР.
- Скоропадский Иван Ильич (укр. Скоропадський Іван Ілліч; 1646, Умань — 3 июля 1772) — украинский гетман. Стародубский полковник.
- Скоропадский Павел Петрович (укр. Скоропадський Павло Петрович; 3 мая 1873, Висбаден, Гессен, Германская империя — 26 апреля 1945) — гетман Украинский Державы, обучался в Стародубской гимназии.
- Майкл Болтон (англ. Michael Bolton; при рождении Майкл Болотин (англ. Michael Bolotin); род. 26 февраля 1953, Нью-Хейвен, Коннектикут, США) — американский певец, имеет стародубские корни по отцвоской линии.